# Loliginidae
Famille
Les Loliginidés (Loliginidae) forment une famille de calmars.

## Liste des genres
Selon World Register of Marine Species (12 janvier 2025) :
- genre Afrololigo Brakoniecki, 1986
- genre Alloteuthis Wülker, 1920
- genre Doryteuthis Naef, 1912
- genre Heterololigo Natsukari, 1984
- genre Loligo Lamarck, 1798
- genre Loliolus Steenstrup, 1856
- genre Lolliguncula Steenstrup, 1881
- genre Pickfordiateuthis Voss, 1953
- genre Sepioteuthis Blainville, 1824
- genre Uroteuthis Rehder, 1945

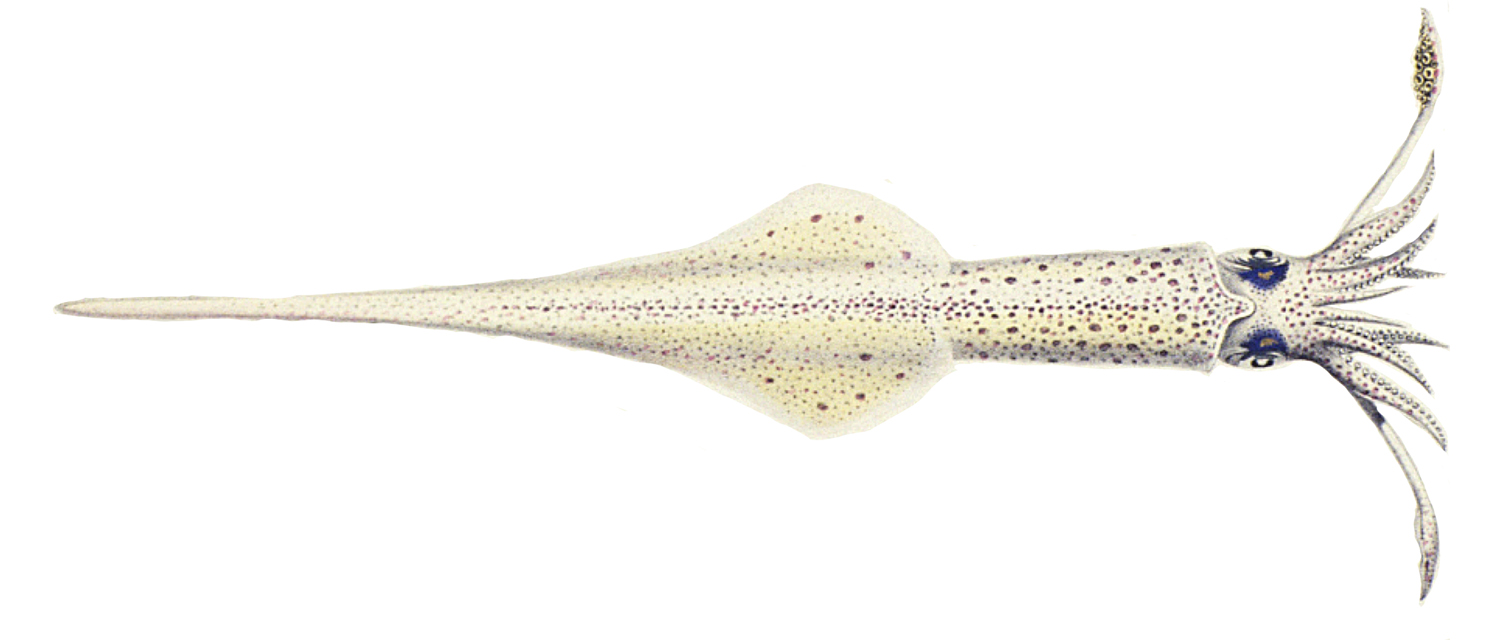
Alloteuthis subulata
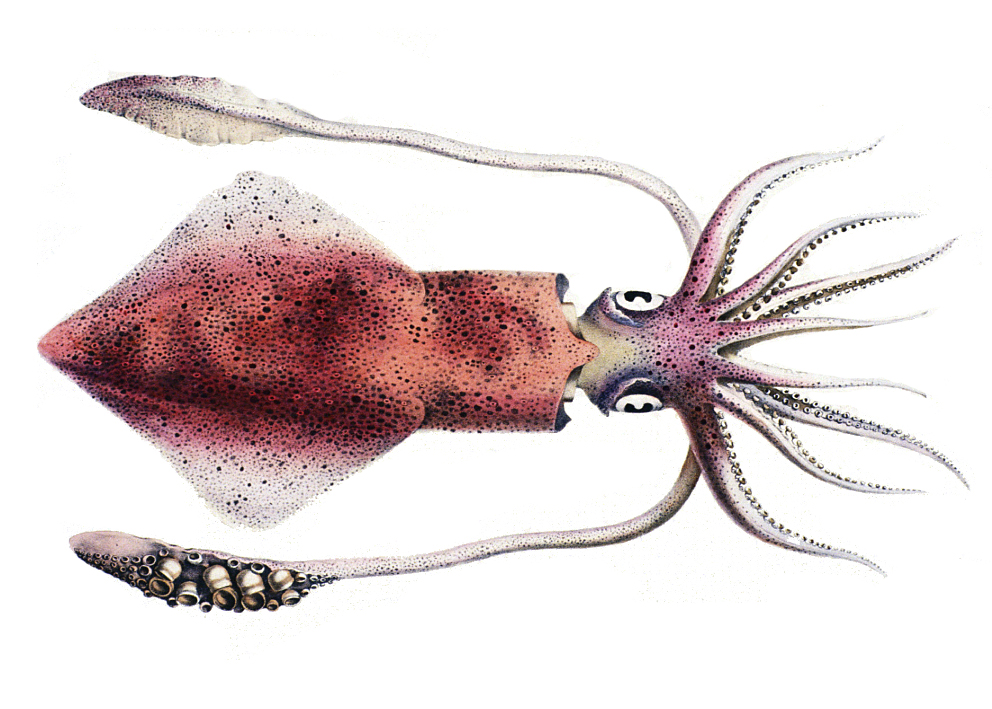
Loligo vulgaris
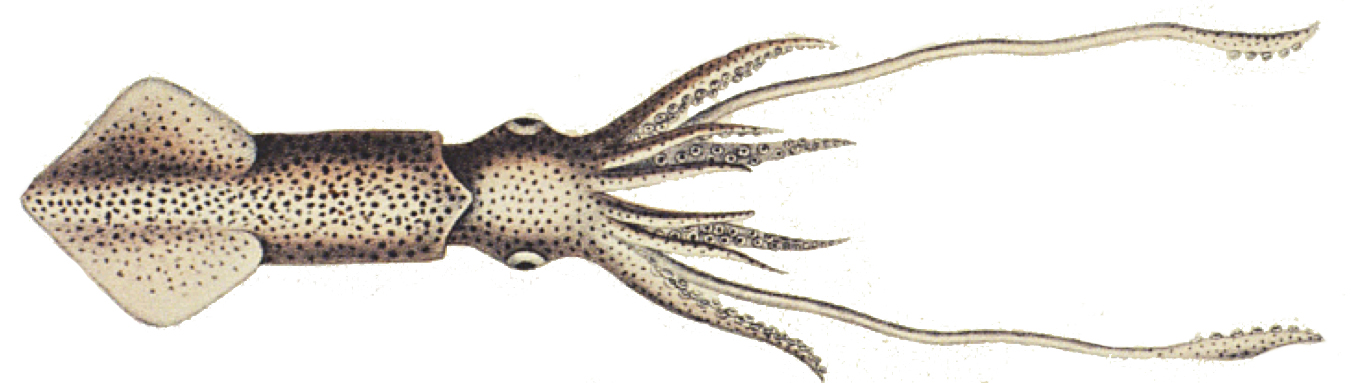
Loliolus sumatrensis
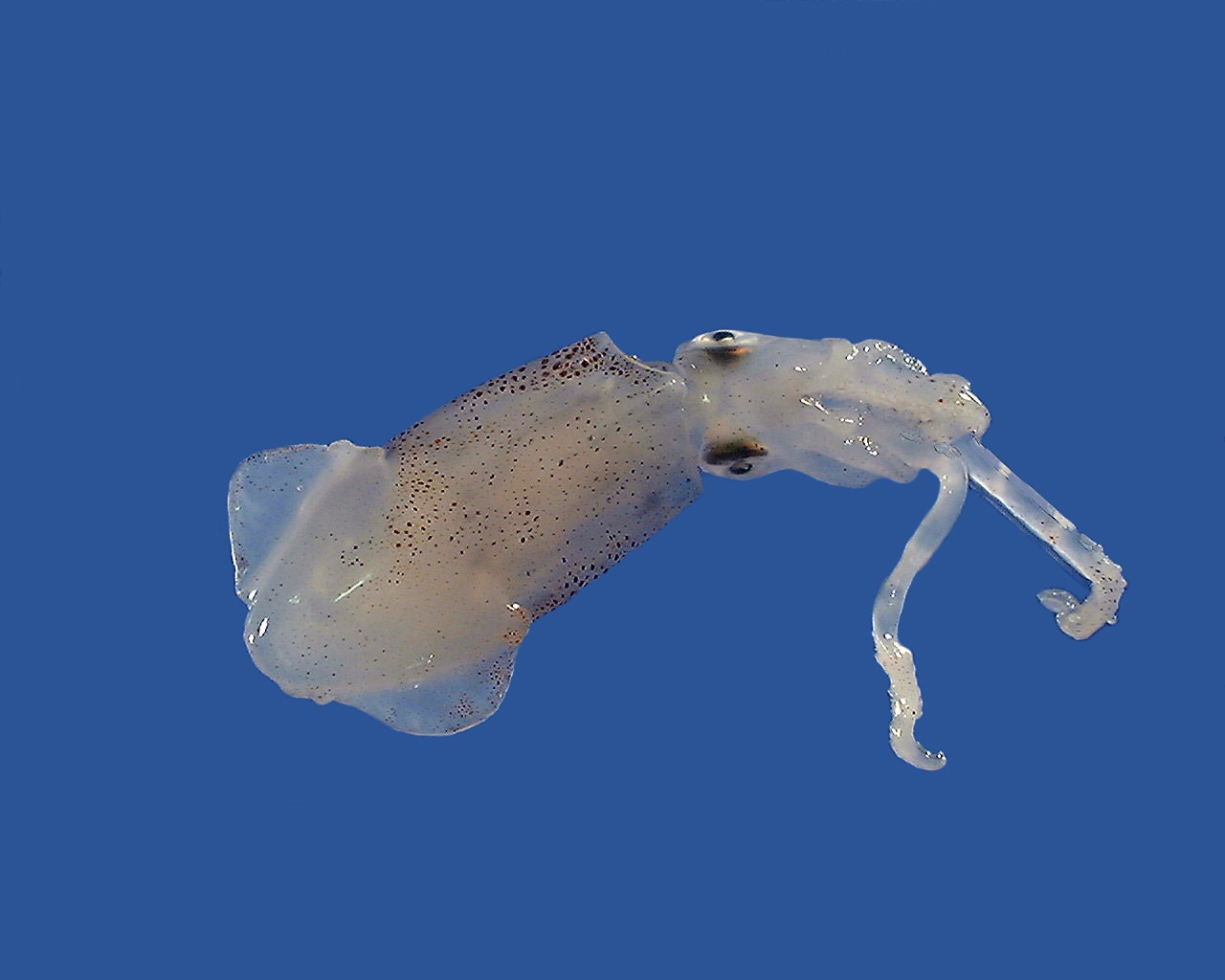
Lolliguncula brevis
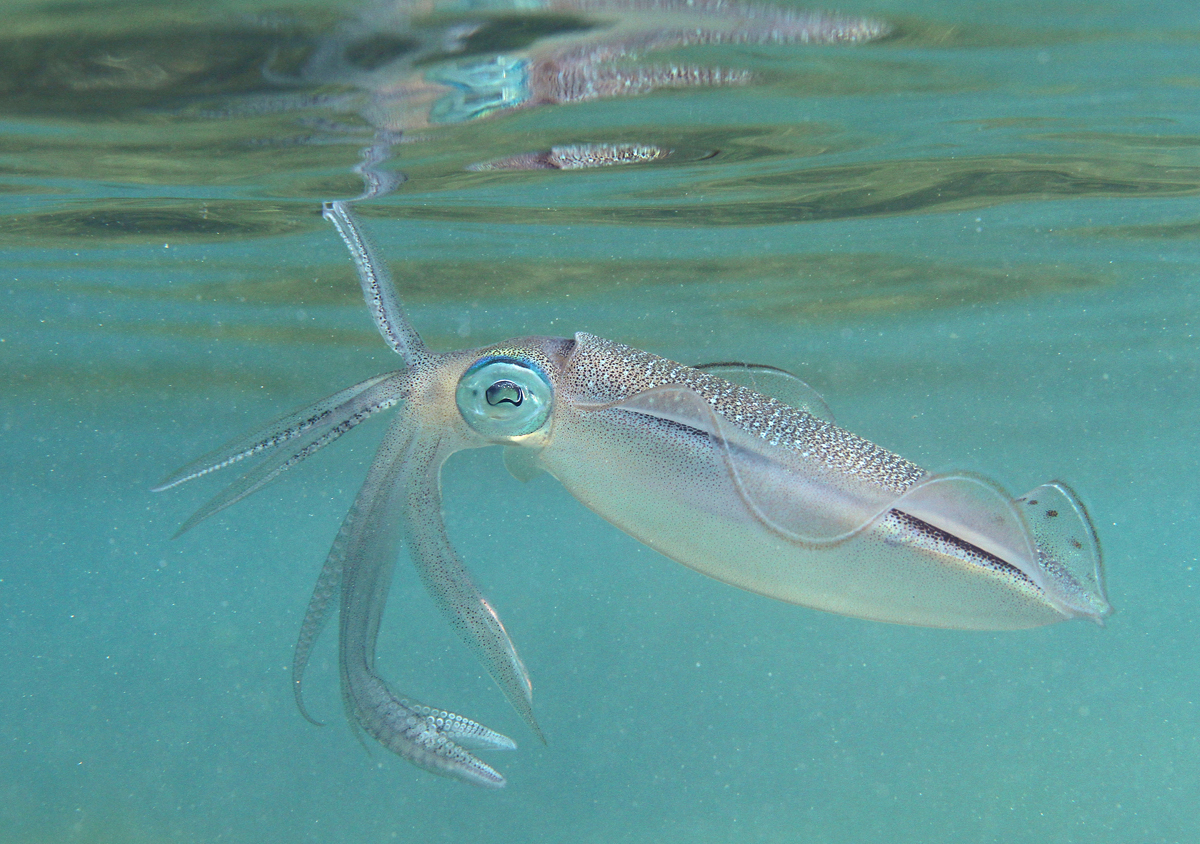
Sepioteuthis lessoniana
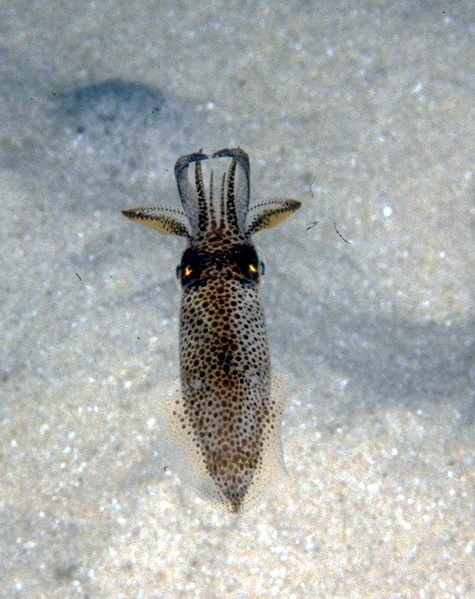
Uroteuthis noctiluca